# ايرين هايز
ايرين هايز (بالإنجليزية: Ernestine Hayes)‏ هي كاتبة سير وكاتِبة أمريكية، ولدت في 1945.